# Milford, Pennsylvania

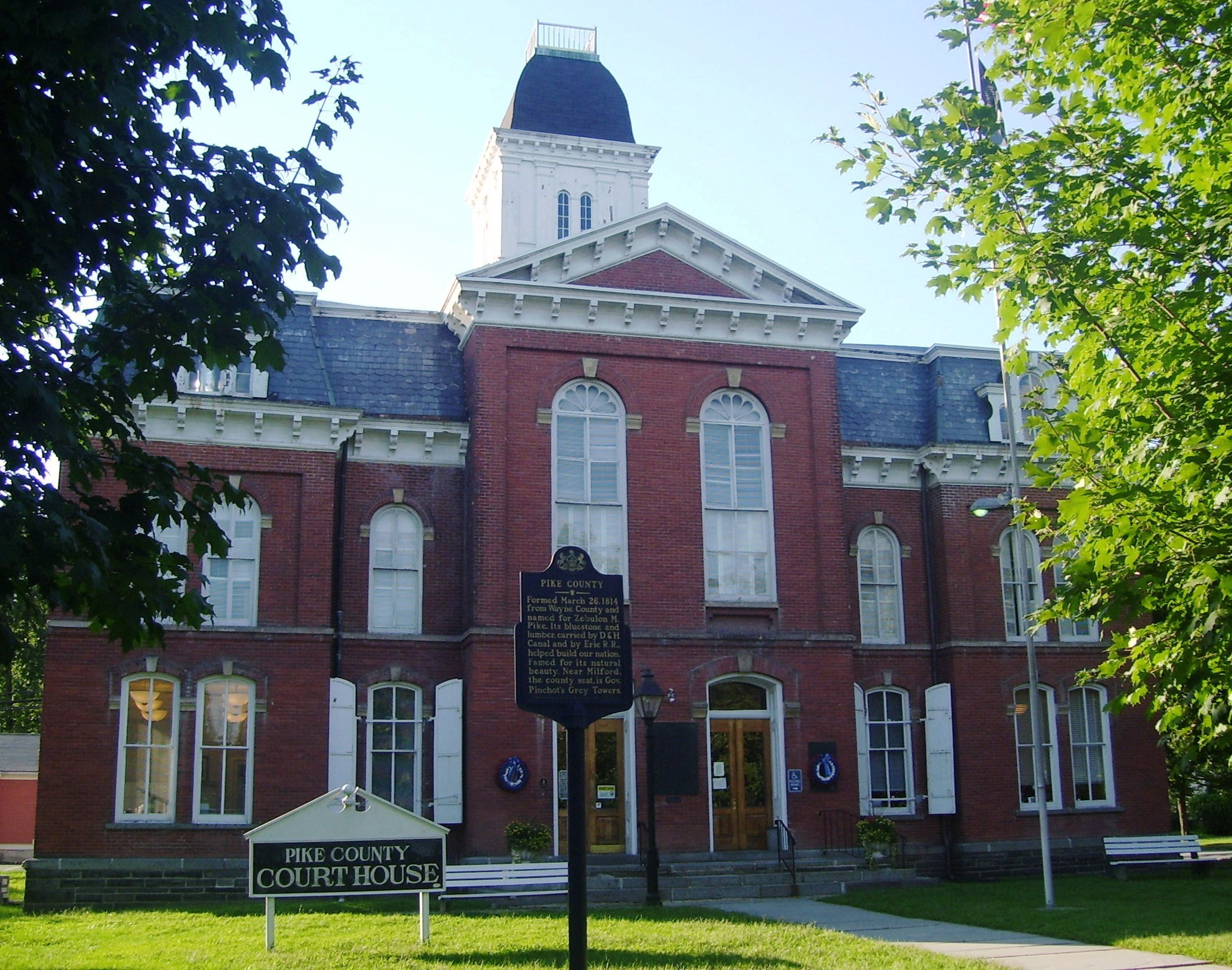
Tribunalul din Milford

Milford, Pennsylvania este o localitate (district civil), reședință a comitatului Pike, Pennsylvania. Conform recensământului din 2010, are o populație de 1021 persoane.